# Epistemologia della complessità
L'epistemologia della complessità è un ramo dell'epistemologia che si applica ai sistemi complessi e ai fenomeni emergenti ad essi associati.

## Descrizione
(Edgar Morin)
(Edgar Morin)
Si tratta di una visione interdisciplinare degli studi che si occupano di sistemi complessi adattivi, teoria del caos, teoria dei sistemi, intelligenza artificiale, cibernetica, fenomeni termodinamici lontani dallo stato di equilibrio, meteorologia, ecologia, sistemi sociali. È indicata anche con i termini scienza della complessità, sfida della complessità oppure pensiero della complessità. In questo ambito per "complessità di un sistema" non si intendono le sue proprietà intrinseche oggettive, ma piuttosto le proprietà dell'insieme costituito dal soggetto osservatore (e creatore del modello) e il modello stesso. La più diffusa posizione storiografica vuole che la scienza della complessità sia stata fondata verso la fine degli anni sessanta da parte di studiosi come il chimico Ilya Prigogine e il fisico Murray Gell-Mann. Altri autori collocano in un'epoca anteriore le premesse e la nascita del pensiero complesso, e attribuiscono a Edgar Morin la sua sistematizzazione in sede filosofica..
L'epistemologia della complessità nasce nella seconda metà del XX secolo, in seguito alla constatazione che il dualismo cartesiano e il pensiero settecentesco di stampo riduzionista che a esso si rifaceva erano ormai inadeguati a comprendere il mondo delle complesse interazioni disegnate dalle scienze moderne, e in particolare dalla fisica, così come esposto dal premio Nobel per la fisica 1969 Murray Gell-Mann.. La nuova visione o approccio olistico di studio dei sistemi fisici ed economici, ad esempio, implica una perdita "parziale" del principio di causa-effetto, tipico di tutta la fisica classica e del determinismo, dal momento che solo dall'interazione reciproca di tutti componenti e fattori che agiscono sul sistema è possibile ottenere un'auto-organizzazione o comportamento emergente (anche se dal risultato finale è comunque possibile "pesare" ciascun fattore eliminandone uno alla volta dalla computazione complessiva). Nello stesso campo di indagine epistemologico si assiste anche ad una perdita del concetto di "certezza assoluta" tipica del determinismo ed una presa di coscienza dell'incertezza o indeterminismo insito in tutta la scienza moderna a partire dalla fisica moderna.
Lo studio del comportamento e dell'evoluzione dei sistemi complessi ha una ricaduta particolarmente interessante sulla filosofia, l'epistemologia e le stesse ricerche scientifiche dei nostri giorni. In particolare, taluni sviluppi particolarmente promettenti e originali riguardano:
- Nuove modalità di collaborazione fra le scienze da un lato, e la filosofia e il mondo dei saperi umanistici dall'altro. Si rifiuta sia la tradizionale distinzione fra le due culture, considerata uno sviluppo dannoso di una certa fase della storia del pensiero occidentale, sia l'invadenza positivistica che invadeva unilateralmente i saperi filosofici in nome di una visione riduzionistica della ricerca scientifica. Oggi, ad esempio, sta sorgendo una nuova federazione di discipline fra le neuroscienze, le scienze cognitive, la linguistica, la psicologia, l'antropologia, l'archeologia cognitiva, le scienze dell'artificiale, la robotica che mira a una visione integrata dell'essere umano, valorizzando (e non già mettendo tra parentesi) i contributi che a tale visione integrata possono dare la filosofia, la letteratura, le pratiche artistiche di vari luoghi e di vari tempi.
- Una nuova metodologia di ricerca grazie alla simulazione al computer e all'approccio bottom-up, che si affianca alle tradizionali metodologie sperimentale e deduttiva. La simulazione consente in particolar modo lo studio dei decorsi storici di sistemi complessi e di sistemi caotici rispetto ai quali non si avrebbe altrimenti alcuna possibilità di intervento sperimentale, come il clima globale presente e futuro o anche la formazione di sistemi planetari a partire dalle interazioni gravitazionali di corpi di una data massa. Ripetendo parecchie volte le simulazioni partendo da condizioni iniziali assai simili, si può comprendere nello stesso tempo l'individualità e le particolarità di ciascuna traiettoria, ma anche le regolarità che possono accomunare una particolare classe di traiettorie, e approfondire quindi il nodo di contingenza e di legalità che sta alla base di ogni decorso storico. In questo senso viene a cadere il pregiudizio tradizionale, ancora diffuso in ambienti scientifici, secondo il quale le scienze storiche non sarebbero pienamente scientifiche data la non ripetibilità degli esperimenti che le potrebbero concernere. In un certo senso, le simulazioni hanno aggiunto un importante dimensione sperimentale alle scienze storiche, che permangono comunque scienze essenzialmente indiziarie.
- Una visione ampliata e approfondita dell'evoluzionismo, che riscontra alcuni aspetti di storicità anche nell'universo fisico-chimico, tradizionalmente considerato retto solo da leggi atemporali e invarianti. In questo modo viene meno l'abisso che ancora al tempo dei primi sviluppi della biologia molecolare (Jacques Monod 1970) si riteneva dovesse necessariamente intercorrere fra l'universo fisico-chimico e l'universo del vivente. Al contrario, diventa possibile situare le radici della vita in talune dinamiche auto-organizzatrici proprie di sistemi fisico-chimici ad elevata complessità, come le strutture dissipative termodinamiche studiate da Ilya Prigogine e dalla sua scuola. Nello stesso tempo la vita non è affatto riducibile all'universo fisico-chimico, ma è una sorta di proprietà emergente che deriva dalla presenza, nella Terra pre-biotica, di una grande quantità e varietà di macromolecole organiche che, col tempo, hanno innescato una rete di reazioni chimiche auto-organizzatrici e auto-catalitiche (ipercicli di Manfred Eigen). Così è possibile prospettare una "nuova alleanza" fra l'umanità, la natura vivente e la natura fisico-chimica (Ilya Prigogine, Isabelle Stengers) e l'umanità torna ad essere "a casa nell'universo" (Stuart Kauffman). Una tale visione oggi è notevolmente supportata dalle recenti ricerche sull'origine della vita sulla Terra e dagli sviluppi del nuovo campo scientifico dell'astrobiologia, che tende a interrogarsi su possibili forme, diffusioni e varietà della vita nell'universo in una prospettiva comparativa che prende il via dall'approfondimento delle caratteristiche della vita sul nostro pianeta.